# U-129
U-129 — большая океанская немецкая подводная лодка типа IX-C, времён Второй мировой войны.
Заказ на постройку лодки был отдан судостроительной компании АГ Везер в Бремене 7 августа 1939 года. Лодка была заложена 30 июля 1940 года, спущена на воду 28 февраля 1941 года, вошла в строй под командованием Николая Клаузена 21 мая 1941 года. После спуска на воду и до 30 июня 1941 года была приписана к 4-й флотилии в Щецине. С 1 июля 1941 года до гибели 18 августа 1944 года была приписана к 2-й флотилии в Лорьяне.
U-129 совершила десять боевых походов, потопила 29 судов общим водоизмещением 143792 брт.
Атака на U-129 в Мексиканском заливе самолётом мексиканской противолодочной авиации — первое боевое столкновение вооружённых сил Мексики с державами Оси во время Второй мировой войны.